# Cesare Beccaria
Cesare Beccaria Bonesana, markis av Gualdrasco och Villareggio, född 15 mars 1738 i Milano, Hertigdömet Milano, död 28 november 1794 i Milano, var en italiensk filosof, rationalist, humanist, författare och straffrättsteoretiker. Han var den mest kända italienska upplysningsanhängaren. Hans mest berömda verk är Dei delitti e delle Pene ("Om brott och straff"), publicerat 1764.

## Bakgrund
Beccaria fattade tidigt beundran för sin tids tongivande franska fritänkare, vilkas idéer han i förening med några likasinnade unga män sökte utbreda genom tidningen Il caffé (1764–1765, efter yttre mönster av Addisons Spectator). Han blev 1768 professor i politisk ekonomi vid Milanos universitet, 1771 därjämte medlem av högre ekonomiska rådet i Milano och 1791 medlem av en kommitté för utarbetande av en ny strafflag.

## Om brott och straff

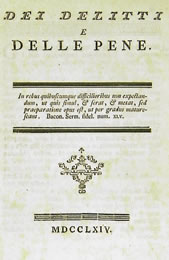
Dei delitti e delle pene, 1764

De europeiska strafflagarna var ännu i mitten av 1700-talet oförändrat sådana som de stiftades under föregående tider, då avskräckning uppfattades såsom straffets enda ändamål och omfånget för statens straffrätt ansågs oinskränkt. Till följd därav överflödade lagarna av de strängaste och mest barbariska straffbestämmelser; dödsstraff var påföljden för flertalet av brott, och proportionalitet mellan brottet och straff saknades ofta.
Då utgav Beccaria 1764, vid endast 26 års ålder och under djup anonymitet, sitt epokgörande arbete Dei delitti e delle pene ("Om brott och straff"). Han uppträdde däri mot den bestående straffrätten och bekämpade dess grymma straffmedel. Han fordrade, att sådana straff som tortyr, ärans förlust och framför allt dödsstraffet skulle avskaffas, och uppställde en med avseende på mänsklighet, straffets ändamål samt brottets art och beskaffenhet stadgad måttstock för straffen och gränserna för straffrättens utövning.
Beträffande särskilt dödsstraffet ingick han mindre på frågan om dess rättmätighet i och för sig – för vissa undantagsfall medgav han denna rättmätighet – men han sökte uppvisa, att detta straff i allmänhet varken är nyttigt för samhällsordningen eller verksamt och att det därför inte borde bibehållas. Beccarias skrift utmärker sig visserligen inte genom någon synnerligen stor skärpa i bevisningen, men var en vältalig protest mot den dittills rådande grymheten inom rättsskipningen, och det är däri man har att söka anledningen till det uppseende den väckte och de välgörande verkningar den medförde.
Beccarias verk kom att få stor betydelse för utvecklingen av den klassiska straffrättsideologin och senare även den nyklassiska straffrättsideologin.

### Straffrätt
På 1700-talet fick Cesare Beccaria tillsammans med Jeremy Bentham stort inflytande på straffrättsteorins område. Den präglades av vad idag kallas den klassiska moralstyrda traditionen och innebar att brottet sågs var medvetet och värderat och därför självvalt och klandervärt. Rättvisan skulle därför vara blind och behandla alla lika endast med hänsyn till illgärningen och inte till omständigheterna som omgärdade illgärningen. Straffet skulle verka avskräckande för fortsatt kriminalitet hos den enskilda individen men även avskräckande i samhället som helhet.

## Eftermäle och övriga verk
Uppmärksamheten blev nämligen fäst på nödvändigheten att införa sunda och med rättvisan överensstämmande grunder för strafflagstiftningen, och Beccarias förtjänst är således att ha gett ansatsen till den strafflagstiftningsreform, vilken sedermera inträtt. Det epokgörande arbetet utkom i Italien inom några få år i 32 upplagor och har blivit översatt till de flesta europeiska språk; en del därav intogs också i den stora franska encyklopedien. Redan 1770 utgavs i svensk översättning (av Johan Henrik Hochschild) en fransk bearbetning av detsamma. Åren 1796–1798 utkom en dansk översättning, ombesörjd av A.C. Alstrup och försedd med anmärkningar av Jacob Just Gudenrath.
Beccarias 1769–1671 hållna föreläsningar (utgivna 1804 under titeln Scienze di economia polilica, 2 band) röjer likaledes intryck av tidevarvets ledande idéer. Beccaria utlägger däri koncist och träffsäkert de nationalekonomiska grundtankarna. Han skrev även ett arbete i stilistik. Den fullständigaste upplagan av hans samlade skrifter utgavs i Florens 1854. En staty över honom restes i Milano 1872.
Asteroiden 8935 Beccaria är uppkallad efter honom.

## Svenska översättningar
- Afhandling om brott och straff (Dei delitti e delle pene) (översättning Johan Henrik Hochschild) (Stockholm: Wennberg och Nordström, 1770)
- Dei delitti e delle pene = Om brott och straff (översättning Paul Enoksson) (Italica, 1977) [tvåspråkig utgåva]